# Dame blanche d'Auvinyà
La Dame blanche d'Aubinyà ou d'Auvinyà (en catalan : Dama Blanca d’Aubinyà) est un personnage légendaire, protectrice de la liberté et de l'indépendance d'Andorre.
Il existe différentes versions de la légende, dont aucune n'est plus ancienne que le XIXe siècle. À chaque fois, une dame blanche protège l'entrée d'Andorre depuis une tour située au-dessus de Sant Julià de Lòria. Un homme de pouvoir (noble ou évêque) tente de venir en Andorre opprimer les habitants. Il est séduit par la dame blanche et la suit dans une forêt. Selon les versions, il disparaît à tout jamais ou revient, puis se transforme en loup et est tué. La tour pourrait symboliser la prise de Bragafols, à la fin du Xe siècle, lorsque les habitants s'emparèrent d'un château, dernière tentative de bâtir une forteresse dans le pays. La forêt représenterait la façon dont les Andorrans ont empêché toute invasion : par leur connaissance du terrain.